# 장군 덕천군사우
장군 덕천군사우(將軍 德泉君祠宇)는 세종특별자치시 장군면에 있는, 정종 (조선)(재위 1398∼1400)의 열번째 아들인 덕천군을 모시기 위해 세운 사당이다. 2012년 12월 31일 세종특별자치시의 문화재자료 제6호로 지정되었다.

## 개요
조선 정종(재위 1398∼1400)의 열번째 아들인 덕천군을 모시기 위해 세운 사당이다.
덕천군은 가난한 백성을 정성껏 도왔으며, 왕자의 신분에도 들에 나가 농사를 지었다. 또한 여름에 홍수로 수백명의 이재민이 발생하자 구제하였으며, 덕을 쌓은 어른이라 하여 적덕공이라고도 불렀다.
처음 연기군 남면 방축리에 있던 건물이 낡아 조선 영조 15년(1739)에 지금 있는 자리로 옮겼다.

## 현지 안내문
조선 정종의 열 번째 아들인 덕천군을 모신 사당이다. 덕천군은 가난한 백성을 정성껏 도왔으며, 왕자의 신분에도 들에 나가 농사를 지었다. 어느해 여름 홍수로 금강이 범람하여 수백명의 이재민이 발생하자 구제하였으며, 덕을 쌓는 어른이라 하여 적덕공이라고도 불렀다.
처음 연기군 남면 방축리에 있던 건물이 낡아 영조 15년(1739)에 지금 있는 위치로 옮겼다.
묘소는 경기도 남한산성 서문밖에 있던 것을 1974년 지금의 위치로 옮겼으며, 신도비는 10손인 이광사가 쓴 것으로 순조 8년(1808)에 세웠다.

## 같이 보기
- 덕천군
- 덕천군묘출토분청이부호

## 참고 자료
- 장군 덕천군사우 - 국가유산청 국가유산포털
- 장군 덕천군사우 - 세종특별자치시 문화/관광